# Mizuho (Tokyo)
Pour les articles homonymes, voir Mizuho.
Mizuho (瑞穂町, Mizuho-machi) est un bourg du district de Nishitama dans la métropole de Tokyo, au Japon.

## Géographie

### Localisation
Mizuho est situé dans les contreforts des monts Okutama, dans l'ouest de Tokyo.

### Municipalités limitrophes
| Iruma  | Iruma  | Tokorozawa      |
| Ōme    | Mizuho | Musashimurayama |
| Hamura | Fussa  | Musashimurayama |

### Démographie
La population du bourg était de 33 413 habitants pour une superficie de 16,83 km2 au 1er avril 2009. En décembre 2024, la population était estimée à 32 035 habitants.

## Histoire
Le bourg a été créé le 10 novembre 1940 de la fusion des quatre anciens villages de Hakenogasaki, Ishihata, Tonogaya et Nagaoka.

## Transports
Mizuho est desservi par la ligne Hachikō de la JR East à la gare de Hakonegasaki.

## Emblèmes municipaux
Les emblèmes du bourg sont l'alouette des champs, le thé, l'azalée, l'osmanthus et le pin.

## Jumelage
- Morgan Hill (États-Unis)